# Media w Kędzierzynie-Koźlu
Media w Kędzierzynie-Koźlu – ogół środków masowego przekazu społecznego (prasa, radio, telewizja i internet) działających na terytorium miasta Kędzierzyna-Koźla. W mieście wydawane są lokalne tygodniki. Działa rozgłośnia radiowa oraz telewizja miejska, a także portale internetowe.

## Historia
W latach 1954–1956 przejściowo wydawano miesięcznik "Głos Kozielski", a w 1957 ukazywał się miesięcznik "Nowiny Kozielskie". Systematycznie ukazywały się lokalne gazety zakładowe: "Trybuna Kędzierzyńskich Azotów" (1951-2000) i "Życie Blachowni" (1966-1999). W 1990 w dzielnicy Sławięcice zaczęto wydawać kwartalnik "Gazeta Sławięcicka". 20 lutego 1991 z inicjatywy władz miejskich ukazał się zwiastun czasopisma "Przyodrze", jednak ten projekt nie powiódł się.
W latach 1991–1992 przejściowo ukazywał się informator "Ot, Kultura. Niecodzienne Aktualności Kędzierzyna-Koźla", a od 1993 "NAK. Niecodzienne Aktualności Kędzierzyna-Koźla". W latach 1992–1997 wydawano bezpłatny periodyk "Serwus. Miejski Serwis Informacyjny Kędzierzyna-Koźla". W 1995 przez krótki czas wydawano prywatny tygodnik "Głos Kędzierzyna-Koźla". W latach 1996–1998 wydawano tygodnik "Jest Nasza Gazeta". W 1997 w dzielnicy Kłodnica wydawany jest kwartalnik "Zwiastun Kłodnicki". W latach 1997–2009 wydawany był tygodnik "Echo Gmin".
Od 1999 wydawany jest tygodnik "Gazeta Lokalna", który w 2007 zmienił nazwę na "Nowa Gazeta Lokalna" i jest dostępny na terenie całego powiatu kędzierzyńsko-kozielskiego.
Od 27 stycznia 2007 wydawany jest Tygodnik Lokalny 7 DNI.
Od grudnia 2013 wydawny jest bezpłatny "Flesz Kędzierzyńsko-Kozielski".

## Internet
- Lokalna24.pl – portal Kędzierzyna-Koźla i strona "Nowej Gazety Lokalnej". Codzienne informacje z miasta i powiatu, sport, kultura, gospodarka, historia, ekologia, ogłoszenia[12].
- Portal rozrywkowy Kkozle.pl – portal informujący o wydarzeniach kulturalnych, rozrywkowych i sportowych odbywających się w mieście i okolicach[15].
- Forumkk.pl – nieoficjalne forum miasta Kędzierzyn-Koźle[16].
- DziendobryKKozle.pl – forum miasta Kędzierzyn-Koźle[17].
- Kk24.pl – serwis informacyjny i portal miasta Kędzierzyn-Koźle[18].

## Prasa
- Tygodnik "Nowa Gazeta Lokalna"[12].
- "Tygodnik Lokalny 7 DNI"[13].
- Bezpłatny Tygodnik Regionalny PARTNER[19].
- Bezpłatny tygodnik informacyjno-reklamowy "Flesz Kędzierzyńsko-Kozielski"[14].

## Radio
- Radio Park FM 93,9 jest rozgłośnią komercyjną, która działa na rynku od 1993. Fale emitowane są z nadajnika o mocy 1000 W[20].
- Polskie Radio Opole[21].

## Telewizja
- Samodzielna Telewizja Miejska w Kędzierzynie-Koźlu[22].